# Glaseado

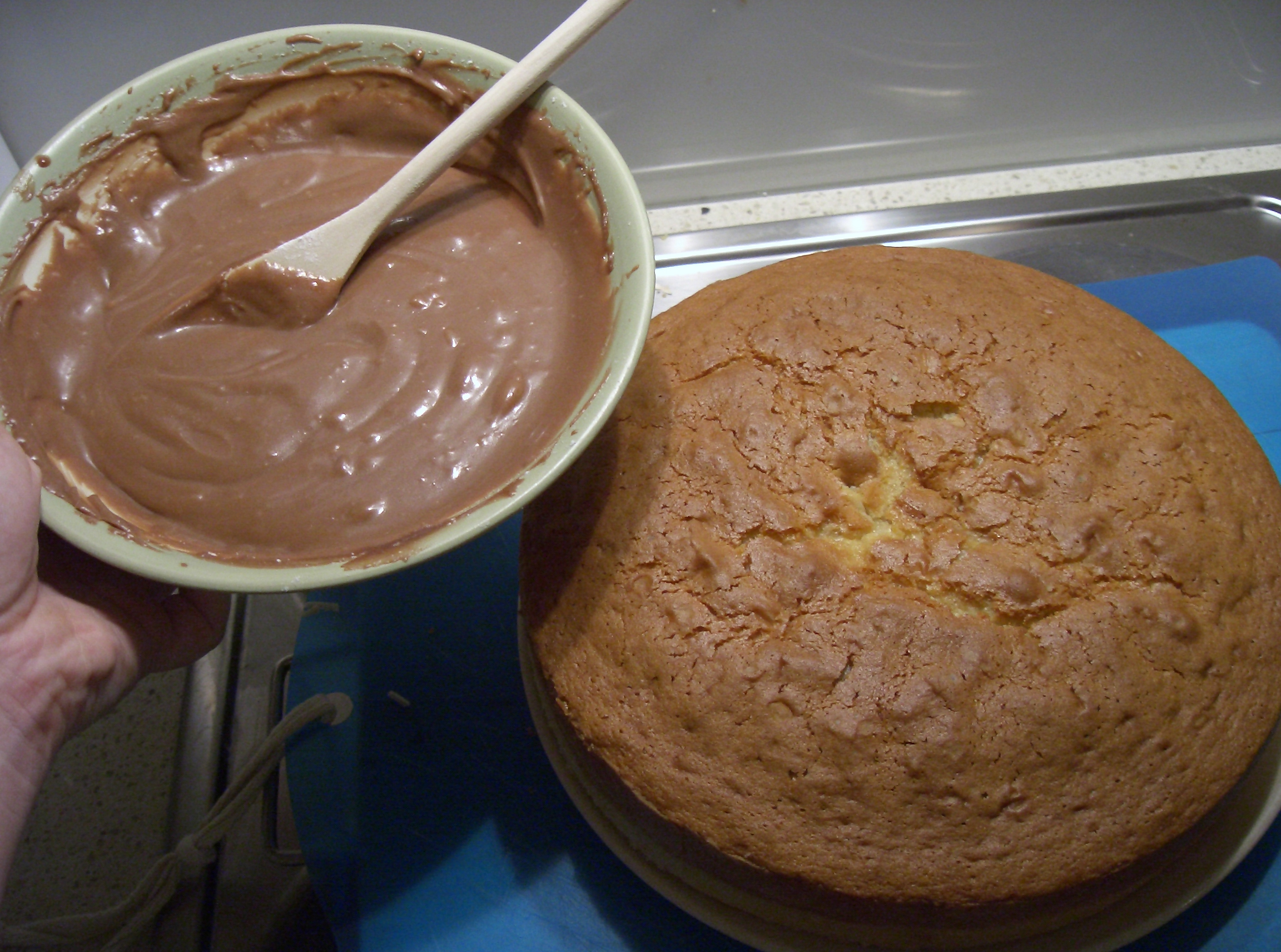
Crema para untar sobre un pastel como glaseado.

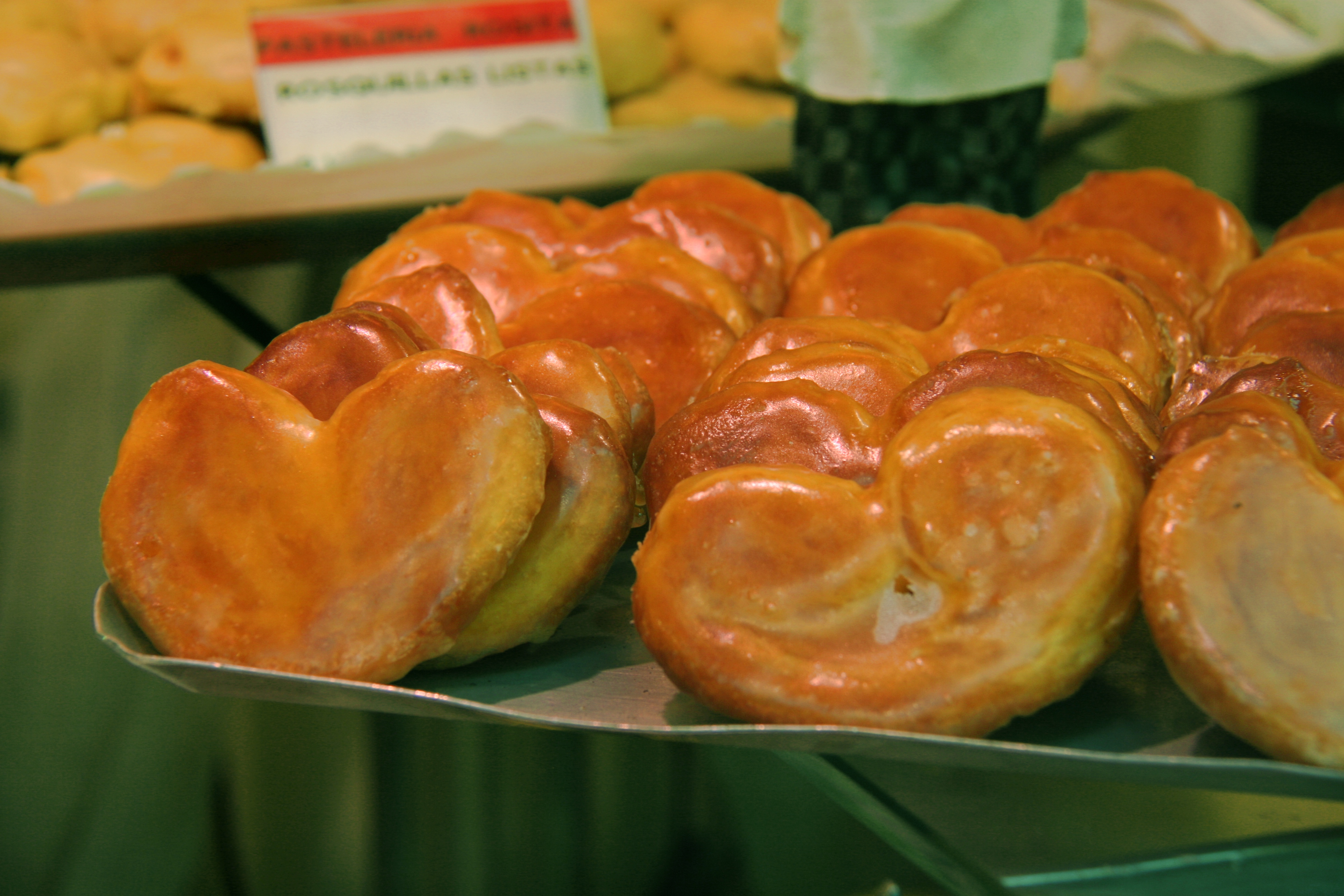
Palmeras glaseadas.

El glaseado es una técnica culinaria consistente en recubrir alimentos con una sustancia brillante, a menudo dulce. Las claras de huevo y el escarchado se usan para glasear. Por ejemplo, el glaseado de los dónuts se hace con una mezcla simple de azúcar glas y agua. El glaseado también puede hacerse de fruta y a menudo se aplica a los pasteles.

## Variantes
La técnica del glaseado se puede aplicar también a las verduras, a las carnes blancas y al pescado. Las verduras se cuecen en muy poca agua o caldo, mantequilla, sal y azúcar, que al reducir durante la cocción les dará un acabado brillante. Las carnes y los pescados se untan antes de finalizar la cocción con el mismo jugo de cocción reducido o con una mezcla preparada exprofeso, para que al servirlos presenten un aspecto lustroso.